# Noel Willman
Pour les articles homonymes, voir Willman.
Noel Willman est un acteur irlandais né le 4 août 1918 et mort le 24 décembre 1988.

## Filmographie partielle
- 1952 : Androclès et le Lion de Chester Erskine
- 1954 : Le Beau Brummel de Curtis Bernhardt
- 1955 : L'Armure noire de Henry Levin
- 1956 : L'Homme qui en savait trop d'Alfred Hitchcock
- 1962 : The Girl on the Boat de Henry Kaplan : Webster
- 1963 : Le Baiser du vampire de Don Sharp
- 1965 : Le Docteur Jivago de David Lean
- 1966 : La Femme reptile de John Gilling
- 1968 : La Déesse des sables de Cliff Owen
- 1971 : Amicalement vôtre (The Persuaders) : Formule à vendre (The Long Goodbye), de Roger Moore (Série TV) : Theopolos
- 1974 : Le Dossier Odessa de Ronald Neame
- 1976 : Les 21 heures de Munich de William A. Graham